# Robin and the 7 Hoods (album)
Robin and the 7 Hoods (podtytuł: Original Score From The Motion Picture Musical Comedy) – studyjny album winylowy autorstwa Franka Sinatry, Deana Martina, Binga Crosby'ego, Sammy'ego Davisa Jr. i Petera Falka nagrany i wydany w 1964 roku. Zawierał utwory wykonane w filmie Robin i 7 gangsterów (ang. Robin and the 7 Hoods) z 1964 roku.

## Lista utworów
Wszystkie piosenki napisane przez Jimmy'ego Van Heusena i Sammy'ego Cahna. Wszystkie utwory zaaranżowane i prowadzone przez Nelsona Riddle'a.
| Tytuł | Tytuł                          | Wykonawca                                | Długość |
| ----- | ------------------------------ | ---------------------------------------- | ------- |
| 1.    | „Overture”                     | –                                        | 6:18    |
| 2.    | „My Kind of Town”              | Frank Sinatra                            | 3:18    |
| 3.    | „All for One and One for All”  | Peter Falk i chór                        | 1:34    |
| 4.    | „Don't Be a Do-Badder”         | Bing Crosby                              | 3:10    |
| 5.    | „Any Man Who Loves His Mother” | Dean Martin                              | 1:44    |
| 6.    | „Style”                        | Bing Crosby, Dean Martin i Frank Sinatra | 4:34    |

| Tytuł | Tytuł                                    | Wykonawca                                                        | Długość |
| ----- | ---------------------------------------- | ---------------------------------------------------------------- | ------- |
| 1.    | „Mister Booze”                           | Bing Crosby, Sammy Davis, Jr., Dean Martin, Frank Sinatra i chór | 5:21    |
| 2.    | „I Like to Lead When I Dance”            | Frank Sinatra                                                    | 4:14    |
| 3.    | „Bang! Bang!”                            | Sammy Davis, Jr.                                                 | 3:52    |
| 4.    | „Charlotte Couldn't Charleston”          | Chór                                                             | 1:48    |
| 5.    | „Give Praise! Give Praise! Give Praise!” | Chór                                                             | 2:59    |
| 6.    | „Don't Be a Do-Badder (Finale)”          | Bing Crosby, Frank Sinatra, Dean Martin i Sammy Davis, Jr.       | 1:22    |